# Rare and Unreleased Volume 2
Albums de Lord Finesse
Rare and Unreleased
(2006)
Rare and Unreleased Volume 2 est une compilation de Lord Finesse, sortie en 2008.
Cet album comprend des morceaux inédits, des démos ainsi que des remixes.

## Liste des titres
Tous les titres sont produits par Lord Finesse.
| No  | Titre                                                           | Contient un (des) sample(s) de                               | Durée |
| --- | --------------------------------------------------------------- | ------------------------------------------------------------ | ----- |
| 1.  | Isn't He Something (Original Version With Intro)                |                                                              | 4:56  |
| 2.  | Unexpected Flava (Interprété par Big L)                         |                                                              | 3:35  |
| 3.  | Underworld Operations (featuring Marquee)                       | Deep Night du Kokee Band                                     | 4:24  |
| 4.  | Untitled (Interprété par Grand Puba)                            |                                                              |       |
| 5.  | Fat for the 90's (Demo Mix) (featuring A.G.)                    |                                                              | 3:04  |
| 6.  | Return of the Funky Man (Video Version)                         |                                                              | 4:57  |
| 7.  | Soul Street (Funkyman Remix) (Interprété par Caron Wheeler)     |                                                              | 4:13  |
| 8.  | Uptown Style (Laidback Bounce Mix) (Interprété par Kirk)        |                                                              | 5:13  |
| 9.  | Hey Look at Shorty (Alternate Version)                          |                                                              | 4:17  |
| 10. | Off & On (Freestyle Version) (Interprété par Trends of Culture) |                                                              | 3:34  |
| 11. | Party Over Here (Remix)                                         | Epistrophy de Ron Carter Just Kissed My Baby des Meters      | 4:15  |
| 12. | Soul Plan (featuring Roy Ayers)                                 | Just Rhymin' with Biz de Big Daddy Kane featuring Biz Markie | 6:11  |
| 13. | Awakenings Interlude (featuring Marquee)                        |                                                              | 2:29  |
| 14. | Sub Sidewalkers (Interprété par God Sunz)                       |                                                              | 4:39  |
| 15. | Untitled (Interprété par Pitch Black)                           |                                                              | 3:48  |
| 16. | Way of Life (Original Version) (Interprété par D.I.T.C.)        |                                                              | 4:42  |
| 17. | The 2nd Coming (Interprété par Big L et Sheek Louch)            |                                                              | 2:28  |
| 18. | Underworld Operations (Demo Mix) (featuring Marquee)            |                                                              | 2:20  |